# Dipsas alternans
Dipsas alternans är en ormart som beskrevs av Fischer 1885. Dipsas alternans ingår i släktet Dipsas och familjen snokar. Inga underarter finns listade i Catalogue of Life.
Arten förekommer i sydöstra Brasilien i delstaterna Rio Grande do Sul, Santa Catarina, Paraná, São Paulo, Rio de Janeiro, Espírito Santo och Minas Gerais. Den lever i låglandet och i låga bergstrakter upp till 885 meter över havet. Dipsas alternans vistas i skogar och den klättrar i träd samt rör sig på marken.
Denna orm är nattaktiv och den äter landlevande blötdjur. Den största individen var utan svans lite över 60 cm lång. Ett annat exemplar hade en 25 cm lång svans. Honor lägger ägg.
För beståndet är inga hot kända. IUCN listar arten som livskraftig (LC).